# V·K·默蒂

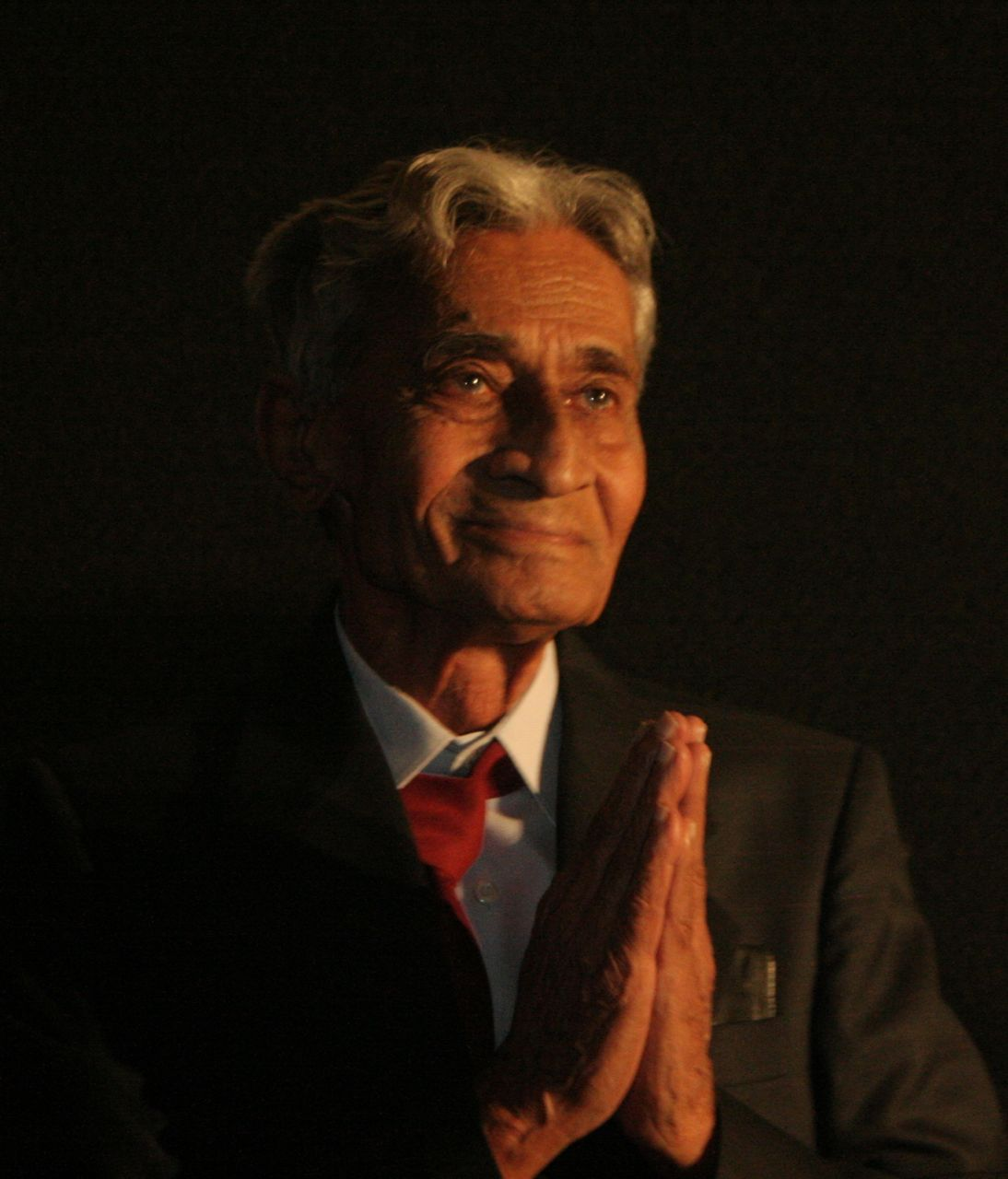
2010年的V·K·默蒂

V·K·默蒂（英語：V. K. Murthy，1923年11月26日—2014年4月7日），是一名印度放映师。在他的事业中，他赢得了两次印度电影观众奖。他最著名的电影包括有《诗人悲歌》、《纸花》和《国王，王后与奴隶》。他生活于孟买。
2014年4月7日，他于印度班加罗尔的家中去世，享年91岁。